# Joakim Gunler
Joakim Gunler, född 30 april 1973 i Luleå, är en svensk före detta professionell ishockeyspelare (forward). Han är far till ishockeyspelaren Noel Gunler.
2006 grundade Joakim Gunler och den tidigare professionella ishockeyspelaren Jonas Rönnqvist Leo's Lekland.